# Laudanosina
La laudanosina es un alcaloide benciltetrahidroisoquinolínico del opio. La laudanosina disminuye el umbral de convulsiones, por lo que puede inducir convulsiones si están presentes en concentraciones suficientes de umbral.
Fue aislado por primera vez en 1871. LA hidrogenación parcial de la laudanosina produce la papaverina.
Se ha encontrado que este alcaloide interactúa con los receptores GABA, receptores opioidesy receptores nicotínicos pero no a los receptores muscarínicos o benzodiazepinergic cuales están involucrados también en la epilepsia y otros tipos de convulsiones.